# 何国忠
何国忠（1963年2月22日—）， 马来西亚政治人物、马华公会党员。他出生于柔佛州居銮市，曾先后在加亨国民型华文小学、居銮综合中学（SMK Tengku Aris Bendahara Kluang）、居銮加里尔苏丹中学（SMK Sultan Abdul Jalil Kluang）、居銮中华中学和居銮高级中学接受基础教育。何国忠曾是马华副总会长，在2013年12月21日的党选中以第二高票当选。他于2014年受委国会上议员。

## 生平
何国忠是马来亚大学中文系的毕业生，并取得伦敦大学亚非学院的博士学位。最初在马来亚大学担任讲师，至晋升为副教授，曾先后出任东亚研究系主任及第一任中国研究所所长。直至2008年选择提前退休参与全国大选。
何国忠曾独力及与人合作撰写了多部著述，主要集中在马来西亚华人社会的政治、经济、教育和文化，并兼及马来西亚华人与其他东南亚及东北亚包括中国、日本和台湾在内的区域关系。
他在学术方面的志趣和长才，使他受委为拉曼大学理事会成员、拉曼大学学院理事会副主席，以及中国厦门大学客座教授等职务。
在2008年第12届全国大选中，何国忠以国阵候选人身份参选柔佛州居銮国会议席，以27,970张得票对比民主行动党候选人黄南华的24,189 票，而以3,781张多数票胜选。
凭着在第12届全国大选的胜利，以及其优越的学术背景和成就，何国忠在新成立的政府内阁中受委出任马来西亚高等教育部第一副部长。
在2013年的第13届全国大选中，再度以国阵候选人身份在居銮参选的何国忠，则以7,359张多数票失利。尽管他获得33,215票，但其民主行动党对手刘镇东则取得40,574票。2018年大选转换选区至地不佬竞选惟在反风下再度败下阵来，使来自公正党的锺少云得以首次当选国会议员。
何国忠与林美玲组织家庭，育有一子二女。